# Корейский квартал (Филадельфия)

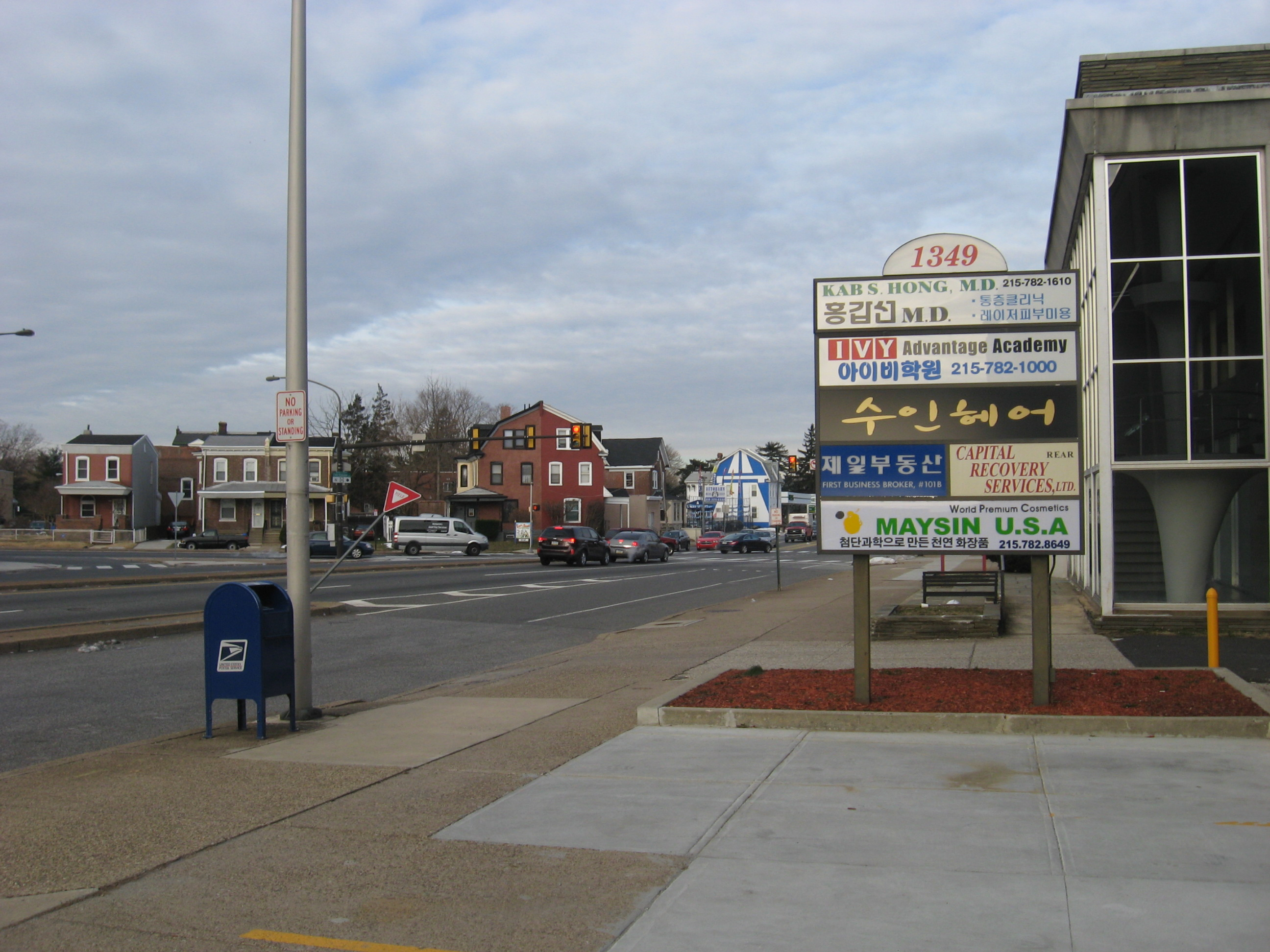
Вывески корейских бизнесов в Челтнеме

Корейский квартал (кор. 필라델피아 코리아타운; англ. Koreatown) — район Филадельфии, расположенный в нейборхуде Олни.

## Описание
Согласно The Philadelphia Inquirer, Корейский квартал «переехал» из нейборхуда Логан в нейборхуд Олни в начале 1980-х годов, что объясняется «слишком высоким уровнем преступности», и «не очень хорошими школами». В Олни возникла напряжённость между корейцами и немцами, а также афроамериканцами, которые не хотели, чтобы этот район города был официально объявлен «Кореятауном», что привело к насилию не только в отношении корейцев, но азиатов в целом. Корейский квартал возник на Северной 5-й улице к 1984 году. До сих пор здесь находится большая корейская католическая Церковь Святых Ангелов.
В конце 1980-х годов вывески на корейском языке подверглись вандализму, но позже были восстановлены. В это же время квартал начал расширяться на север, и в настоящее время находится на границе между Северной Филадельфией и пригородом Челтнем. В тауншипе Аппер-Дарби, граничащем с Западной Филадельфией, также проживает большое количество американцев корейского происхождения. С 2010 года начался активный прирост корейского населения в городе-спутнике Филадельфии Черри-Хилл, штат Нью-Джерси.
В 2024 году член Палаты представителей США Энди Ким из Марлтона, ещё одного пригорода Филадельфии со значительным корейским населением, стал сенатором корейского происхождения.